# The Darkest Hour (1919)
The Darkest Hour é um filme mudo estadunidense de 1919 dirigido por Paul Scardon e estrelado por Harry T. Morey, Anna Lehr, Jean Paige e Louis Wolheim.
O longa foi produzido pela Vitagraph Studios e estreou em dezembro de 1919.